# مغارة سليمان

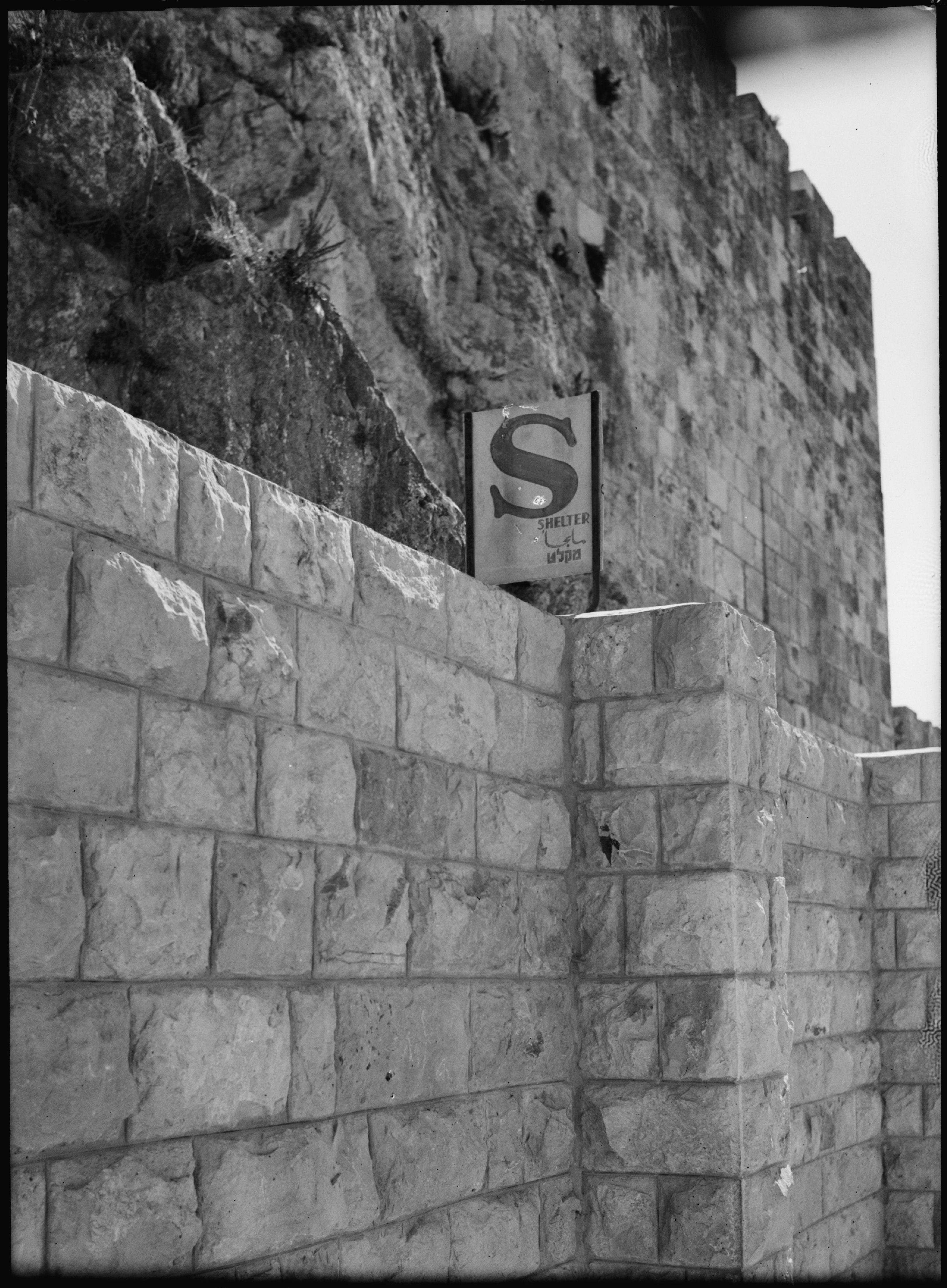
مدخل الكهف عام 1945 عندما استخدم ملجأ من القنابل

كهف أو مغارة سليمان، وكانت تُسمى في الماضي مغارة الكتان، هي مقلع للحجر الجيري الملكي تحت الأرض يمتد مساحته عشرين دونما، يمتد على طول خمسة مربعات سكنية تحت الحي الإسلامي في البلدة القديمة في القدس. حفّرت على مدى عدة آلاف من السنين وهي من بقايا أكبر مقلع للحجر في القدس، تمتد من مغارة إرميا وقبر الحديقة إلى أسوار المدينة القديمة، وللكهف له أهمية تاريخية كبيرة في الماسونية.

## تسميات
سمي الكهف في الماضي مغارة الكتان، إشارة إلى استعماله لتخزين الكتان أو القطن، وسمي بمغارة سليمان لاستخدام سليمان القانوني حجارته في بناء سور القدس. يسمي اليهود المكان بكهف صدقيا (بالإنجليزية: Zedekiah)‏، كما اطلقت على المكان تسميات أخرى مثل المحاجر أو الكهوف الملكية، وكهف قورح .

## الموقع

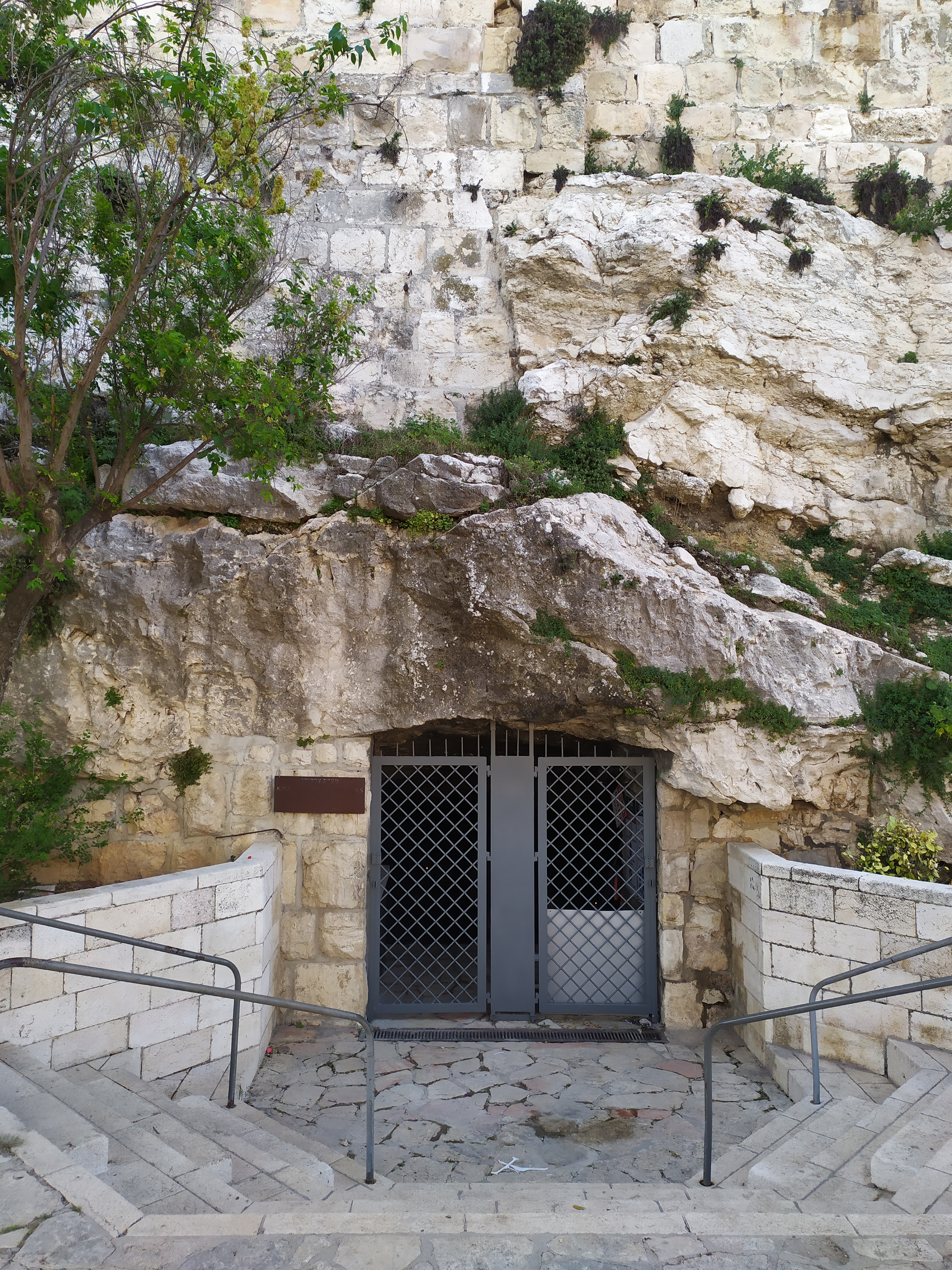
مغارة سليمان في القدس من الخارج

يقع مدخل الكهف أسفل سور المدينة القديمة، بين باب العامود وباب الساهرة، على بعد 150مترا إلى الشرق من الأول. بعد مدخله الضيق ينحدر الكهف إلى فجوة تشبه القاعة بطول 90 مترا، وتتساقط عبر سقفها قطرات الماء.
بعد هذه «القاعة» تمتد سلسلة من «القاعات» التي حفرتها مقالع الحجر عبر التاريخ، في أنماط وتشكيلات فوضوية وغريبة في بعض الأحيان، وتتيح المسارات بلوغ كل ركن من المحجر، وتستغرق الجولة فيه حوالي الثلاثين دقيقة. تظهر علامات ضربات الإزميل في العديد من الأقسام، ومازالت بعض الكتل الحجرية المستقطعة الضخمة موجودة هناك كما تركها الحجارون منذ قرون. تظهر في بعض الأماكن كتابات بالفحم على الجدران باللغات العربية واليونانية والأرمنية والإنجليزية، وكتابات محفورة على الجدران، وقد علقت على جدران الكهف لوحات تشرح بعض الأساطير الكثيرة المرتبطة بالموقع.
يبلغ طول الكهف من مدخله إلى أبعد نقطة فيه حوالي الـ200 متر، ويبلغ أقصى عرض له حوالي الـ100 متر، وعمقه حوالي التسعة أمتار تحت مستوى الشارع في البلدة القديمة، وتوجد أيضا مستويات أكثر انخفاضا وأنفاق مسدودة.
الكهف مفتوح للجمهور من الأحد إلى الخميس مقابل رسوم دخول وهناك جولات إرشادية.

## تاريخ

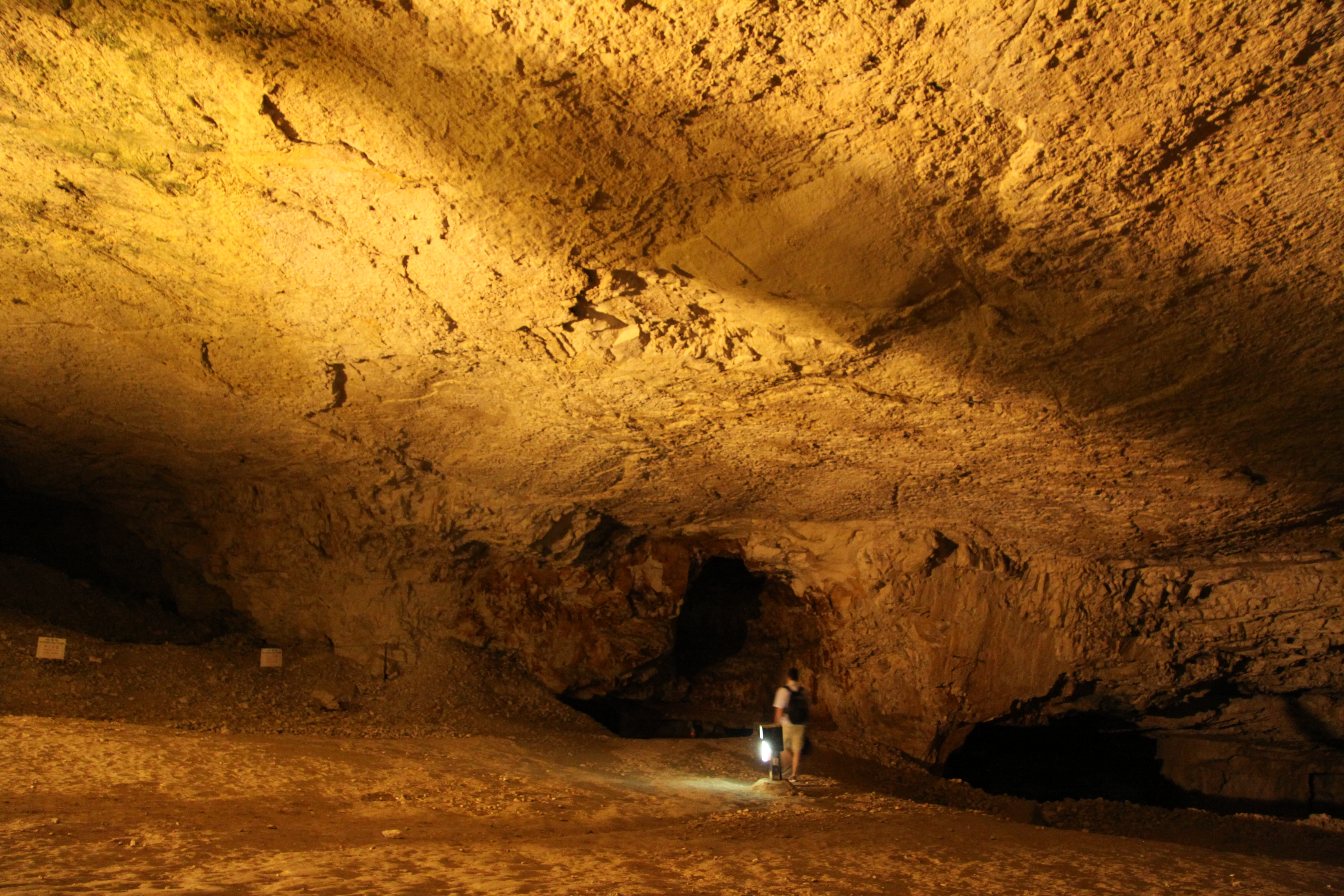
الغرفة الرئيسية في كهف سليمان

تعد فوهة الكهف فقط ظاهرة طبيعية، أما جزءه الداخلي فنحته البشر على مدى عدة آلاف من السنين، حيث يعد الحجر الجيري الملكي (بالإنجليزية: Meleke)‏ حجرا قويا ومناسبا للنحت ومقاوما للتآكل، ويُعتقد أنه استخدم في بناء المباني الملكية، والتسمية مشتقة من التسمية الساميّة «ملك».
استخدمت المقالع في عهد هيرودس الأول (73 ق.م. - 2 م) في ترميم الهيكل وبعض أعمال البناء فيه، بما في ذلك حائط البراق أو ما يسميه اليهود «الحائط الغربي». ذكرالمؤرخ الروماني فلافيوس جوزيفوس في كتاباته «الكهوف الملكية» في القدس، والتي قد تكون إشارة إلى ذلك الكهف.
استعمل المحجر أيضا في عهد سليمان القانوني (1494-1566) في بناء الأسوار الحالية حول المدينة القديمة، ثم أغلق المحجر في نهاية المطاف حوالي عام 1540 لأسباب تتعلق بالسلامة العامة. وفي عام 1854، تابع المبشر المسيحي الأمريكي جيمس تورنر باركلي شائعات عن كهف بالقرب من باب العامود، وعثر على مدخل الكهف واستكشفه سرا.
في منتصف ثمانينيات القرن التاسع عشر احتلت مجموهة دينية ألمانية الكهف إلى أن أخلاها القنصل الألماني في القدس بعد أن انتشرت الأمراض في ما بينها بسبب العيش في ظروف رطبة وغير صحية.
استخرجت بعض الأحجار في عام 1907 لتستعمل في بناء في برج الساعة العثماني فوق باب الخليل، ولم يستخدم المكان بخلاف ذلك حتى عشرينيات القرن الماضي، عندما تحول إلى موقع جذب سياحي، وبعد احتلال القدس الشرقية عام 1967 في أواخر القرن العشرين تولت مؤسسة القدس الشرقية (مؤسسة القدس لاحقا) التابعة لبلدية القدس الصهيونية إدارة المكان وتحويله إلى مزار سياحي.

## الفحص الأثري
أجريت الحفريات في عامي 2000 و 2002 لغرض تحديد فترات الاستخدام، ووجد أن الجدار المنسوب إلى العصر العثماني قد شُيِّد في وقت سابق، في الفترة المملوكية (القرن الثالث عشر). اكتشف عدد قليل من القطع التي تعود إلى العصر الحديدي، لكن معظم البقايا التي عثر عليها كانت من العصرين الروماني والبيزنطي. كما وجدت الحفريات الإضافية في عام 2011 منطقة كانت مغلقة لاستخدام عمال المحاجر، ربما في أواخر العصر الإسلامي.

## الأساطير والارتباطات الدينية
يرتبط المكان في السردية الصهيونية بالأساطير المتعلقة بهيكل سليمان التي تفترض أن حجارته قد قلعت منه، ومع ذلك لا يوجد دليل تاريخي أو أثري يدعم ذلك.
كتب الجغرافي والمؤرخ شمس الدين المقدسي في القرن العاشر الميلادي ما معناه (النص مترجم عن الإنكليزية): «يوجد في القدس خارج المدينة، كهف ضخم، ووفقًا لما سمعته من العلماء وما قرأته في الكتب، فهو يؤدي إلى المكان الذي يرقد فيه الشعب الذي قتلهم موسى. ولكن لا يوجد دليل على ذلك، لأنه من الواضح أنه مجرد مقلع حجارة، مع ممرات تؤدي إليه، ويمكن للمرء أن يسير على طوله بالمشاعل». أما عبارة «الأشخاص الذين قتلهم موسى» فتشير إلى قصة ظهرت في كل من الكتاب المقدس والقرآن عن رجل يُدعى قورح (أو قارون بالعربية، قد تمرّد على موسى وأخيه هارون وكذب نبوتهما فابتلعته الأرض ورفاقه المتمردين.
كما تشير أسطورة أخرى إلى أن الكهف كان مخبأ للملك صدقيا وهو ملك يهودا في القرن السادس قبل الميلاد ، إلا أن هذه الأسطورة تعود إلى إلى القرن الميلادي الحادي عشر على الأقل، حيث يشير الحاخام الفرنسي راشي إلى أن صدقيا حاول الهروب من القوات التي أرسلها الملك البابلي نبوخذ نصر لمحاصرة القدس (تكررت القصة أيضًا في القرن التالي على لسان الحاخام ديفد قمحي). بحسب راشي: «كان هناك مغارة من قصر صدقيا إلى سهل أريحا، وهرب عبر الكهف». وأضاف أن الله أرسل ظبيا يركض على طول السطح فوق الكهف بينما كان صدقيا يسير أسفله. طارد الجنود الظبي ووصلوا إلى مخرج الكهف بينما كان صدقيا يخرج، مما مكنهم من أسره وسمل عينيه، وهكذا ولدت أسطورة واسم «مغارة صدقيا».

### أهمية المكان للماسونيين
أقيم احتفال ماسوني في الكهف عام 1868، بقيادة بنّاء كبير سابق من ولاية كنتاكي، والتقى أول محفل ماسوني في الأرض المقدسة، واسمه محفل سليمان الملكي رقم 293 في الكهف في 7 مايو 1873.
يقيم الماسونيون احتفالًا سنويًا في الكهف، ويعتبرونه واحدا من أكثر المواقع أهمية في تاريخهم، حيث تدعي طقوس الماسونية أن الملك سليمان كان أول بنّاء كبيرلهم، ويؤمن بعض الماسونيين أن الكهف كان بالتأكيد مقلع سليمان. ووفقا لأقوال ماتي شيلون، رئيس الماسونيين الإسرائيليين، يقيم الماسونيون «منذ ستينيات القرن التاسع عشر احتفالات في الكهف»، وللكهف مكانة خاصة لدى ماسونيي البناء مارك الذين استخدموا المكان لاحتفالاتهم ابتداءً من أيام الانتداب البريطاني (1920)، وقد توقفت هذه الممارسات مؤقتا بين عامي 1948 و1968، وعادت بوتيرة سنوية بعد احتلال القدس الشرقية.
في 10 مايو 2015، أقيمت طقوس انضمام ماسونية في الكهف بمناسبة زيارة وفد من الماسونيين من المحفل الكبير في كاليفورنيا للمحفل الإسرائيلي الكبير، في واحد من أكبر الاحتفالات الماسونية التي شهدها المكان.